# Sydney Blue Sox
Die Sydney Blue Sox sind ein professionelles Baseballteam aus der australischen Metropole Sydney. Sie sind eines von sechs Gründungsteams der im Jahr 2010 neu formierten Australian Baseball League.

## Geschichte
Die Neugründung der Australian Baseball League wurde im Juli 2009 auf einer Pressekonferenz in Gold Coast verkündet. Die Sydney Blue Sox waren eines der sechs Gründungsteams der neu formierten Liga. Als Teamnamen waren zunächst auch „Sydney Sting“, „Sydney Rocks“, „Sydney Surf“ und „Sydney Bluewave“ im Gespräch, bevor der heutige Name gewählt wurde. Heimspielstätte wurde der Blacktown Olympic Park, der auch bei den Olympischen Sommerspielen 2000 in Sydney eingesetzt worden war. Das erste Heimspiel fand am 6. November 2010 gegen die Canberra Cavalry statt.
Am 19. August 2010 nahmen die Blue Sox Glenn Williams als ersten Manager für die Saison 2010/11 unter Vertrag. Williams hatte zuvor bereits für die Minnesota Twins in der Major League Baseball gespielt. In ihrer ersten Saison erreichten die Blue Sox den ersten Platz der Liga während der regulären Saison. Jedoch konnte das Team bisher keinen Meisterschaftstitel in der ABL erringen.

## Aktueller Kader

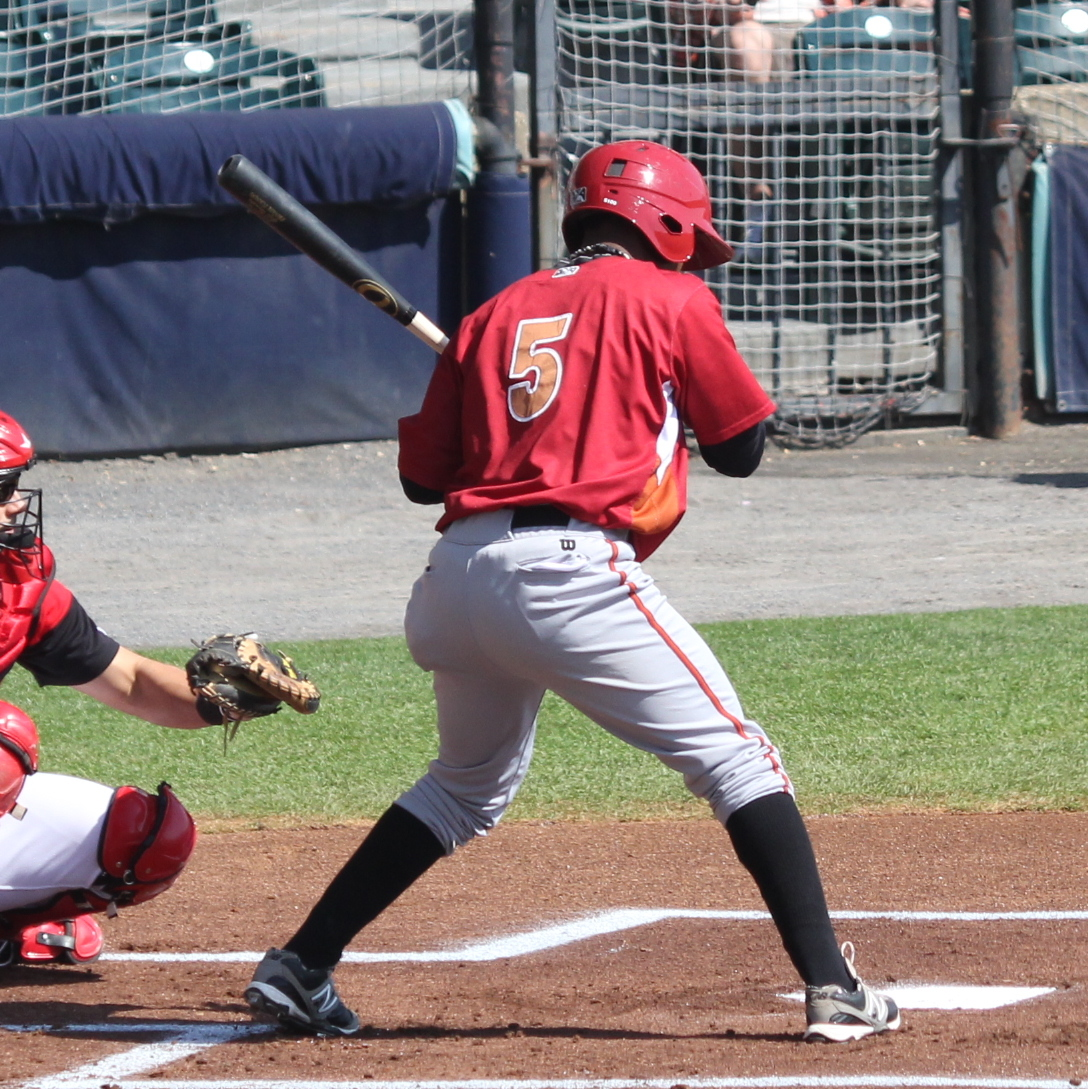
Gift Ngoepe im Jahr 2013.

## Bekannte Spieler
- Gift Ngoepe (erster in Kontinentalafrika geborener Spieler in der MLB)